# Gura-Roșie, Cetatea Albă
Gura-Roșie (în ucraineană Козацьке, transliterat: Kozațke) este un sat în comuna Cazaci din raionul Cetatea Albă, regiunea Odesa, Ucraina.

## Demografie
Componența lingvistică a comunei Gura-Roșie
     Ucraineană (85,29%)
     Română (11,03%)
     Rusă (3,1%)
     Alte limbi (0,38%)
Conform recensământului din 2001, majoritatea populației comunei Gura-Roșie era vorbitoare de ucraineană (85,29%), existând în minoritate și vorbitori de română (11,03%) și rusă (3,1%).

## Personalități

### Născuți în Gura-Roșie
- Daniel Șehter (1904–1991), scriitor sovietic moldovean.